# ТЕС Малабо (Turbogas)
ТЕС Малабо (Turbogas) — теплова електростанція в Екваторіальній Гвінеї, розташована на острові Біоко на околиці столиці країни Малабо. Станом на середину 2010-х найпотужніша електростанція країни (та буде такою щонайменше до завершення будівництва ГЕС Sendje).
У 1990-х роках на шельфі Екваторіальної Гвінеї почалась розробка гігантського газоконденсатного родовища Альба. Видобутий з нього газ після вилучення конденсату та пропан-бутанової фракції спершу просто спалювався, проте для його утилізації поступово реалізовували ряд проектів. Одним з них стала ТЕС Малабо, введена в експлуатацію у 2000 році з двома газовими турбінами потужністю по 5,2 МВт. За чотири роки станцію підсилили, довівши її загальну потужність до 28,2 МВт.
Значно більшим виявилось розширення, завершене у 2012 році. Тоді на площадці станції ввели три газові турбіни, все так же встановлені на роботу у відкритому циклі, з одиничною потужністю 42 МВт. Це дозволило завершити електрифікацію Малабо та надало можливості для живлення перспективних промислових об'єктів.